# James W. Newman

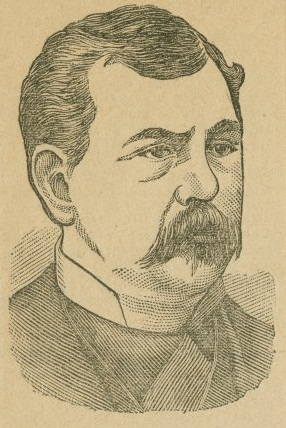
James W. Newman

James Wirt Newman (* 12. März 1841 im Highland County, Ohio; † 1. Januar 1901/1902 in Portsmouth, Ohio) war ein US-amerikanischer Journalist, Bankier und Politiker (Demokratische Partei). Er saß in der Ohio General Assembly und war von 1883 bis 1885 Secretary of State von Ohio.

## Werdegang
James Wirt Newman wurde 1841 im Highland County geboren. Die Familie Newman zog bald daraufhin nach Portsmouth (Ohio). Seine Kindheit war vom Mexikanisch-Amerikanischen Krieges überschattet. Er besuchte öffentliche Schulen und graduierte 1861 an der Ohio Wesleyan University. Während seiner Studienzeit gehörte er der Sigma Chi an. Newman diente nicht während des Bürgerkrieges. Er war 33 Jahre lang als Redakteur und Eigentümer der Portsmouth Times tätig. Danach bekleidete er den Posten als Präsident der Central National Bank of Portsmouth.
Newman war in der Demokratischen Partei aktiv. Er war Präsident des Scioto County Central Committee und nahm als Delegierter an den State und National Conventions teil. 1867 wählte man ihn für Scioto County in das Repräsentantenhaus von Ohio, wo er 1868 und 1869 tätig war. Er vertrat dann zwischen 1872 und 1876 den 7. Bezirk im Senat von Ohio.
Newman besiegte bei der Wahl von 1882 für das Amt des Secretary of State von Ohio den Republikaner Charles Townsend und zwei andere Kandidaten und hielt dann das Amt von 1883 bis 1885 inne. Er verlor die Wahl von 1884 gegenüber den Republikaner James Sidney Robinson.
Newman war von 1885 bis 1889 Collector of Internal Revenue. Er heiratete am 24. Oktober 1871 Kate Moore. Das Paar hatte einen Sohn namens Howard Ott Newman. Newman war Exalted Ruler in der Portsmouth Elks Lodge. Er verstarb entweder am 1. Januar 1901 oder 1. Januar 1902.